# Pompaire
Pompaire – miejscowość i gmina we Francji, w regionie Nowa Akwitania, w departamencie Deux-Sèvres.
Według danych z 1990 gminę zamieszkiwało 1 828 osób, a gęstość zaludnienia wynosiła 143 osoby/km² (wśród 1467 gmin regionu Poitou-Charentes Pompaire plasuje się na 156. miejscu pod względem liczby ludności, natomiast pod względem powierzchni na miejscu 690.).